# Строцева, Лидия Петровна
Лидия Петровна Строцева (Семерникова) (21.10.1929, с. Серафимовка Ставропольского края - 2005) — российский учёный в области газодинамической неустойчивости, лауреат Государственной премии СССР (1979).
Окончила механико-математический факультет ЛГУ (1952). По направлению три года работала в КБ-11 (РФЯЦ — ВНИИЭФ, г. Саров Горьковской области).
С 1955 г. в НИИ-1011 (РФЯЦ — ВНИИТФ им. Е. И. Забабахина): руководитель группы (1956—1988), начальник сектора 310 НИО-3 (1988—1990), старший научный сотрудник (1990—1993).
С 1993 г. на пенсии.
Кандидат физико-математических наук (1975).
Основное направление — разработка и эксплуатация новых методик для расчетов многомерных задач механики сплошных сред. Автор работ по численным методам, по проблемам газодинамической неустойчивости в лазерном термодинамическом синтезе.
Лауреат Государственной премии СССР (1979). Награждена орденом «Знак Почёта» (1956) за участие в ядерной программе, медалью «За трудовую доблесть» (1954).